# Novotóixkivske
Novotóixkivske (en ucraïnès Новотошківське, en rus Новотошковское, Novotóixkovskoie) és una vila de l'óblast de Luhansk a Ucraïna. Fins al 2020 formava part del municipi de Sieverodonetsk. La ciutat està ocupada per Rússia des del 26 d'abril del 2022, i és administrada per la República Popular de Luhansk. El 2021 tenia 2.170 habitants.

## Història
Novotóixkivske es fundà el 1956 com l'assentament de Donetske-1. La vila rebé l'estatus d'assentament de tipus urbà el 1972 i el seu nom actual, que deriva de la vila de Tóixkivka.
Durant la Guerra al Donbàs, que començà a mitjans abril 2014, hi hagué baixes tant civils com militars, atès que Novotóixkivske es troba directament en la línia de batalla entre les dues parts. Fins al 7 d'octubre del 2014, Novotóixkivske formà part del municipi de Kírovsk, després es reincorporà al districte de Popàsna. L'1 de desembre del 2016 un soldat ucraïnès morí en una escaramussa prop de la vila durant un intent d'infiltració a través de la línia de demarcació per part de les forces prorusses, amb el suport de foc de morter de 120 mm. Un militar ucraïnès morí per bombardeig el 26 de gener del 2017, i un altre morí en un enfrontament directe amb les tropes prorusses el 15 de juliol del 2017.
Durant la invasió russa d'Ucraïna, Rússia llançà forts atacs aeris contra Novotóixkivske, i gairebé tots els edificis quedaren destruïts. El 26 d'abril del 2022, funcionaris ucraïnesos informaren que les forces russes havien ocupat la vila.